# Ottensener Industriebahn
| Ottensener Industriebahn                         | Ottensener Industriebahn |
| ------------------------------------------------ | ------------------------ |
| Gleisreste in einer Hofeinfahrt (Borselstraße 9) |                          |
| Streckenlänge:                                   | 1928: 11,23 km           |
| Spurweite:                                       | 1000 mm (Meterspur)      |
|                                                  |                          |

Die Ottensener Industriebahn war eine schmalspurige Eisenbahnanlage (Spurweite 1000 mm) in Hamburg. Sie diente ausschließlich dem Güterverkehr in den innerstädtischen Industriegebieten der Stadtteile Bahrenfeld (bis 1950 Nord-Ottensen oder auch  Ottensen-Bornkamp) und Ottensen. Die Übergabe der Wagen auf die Staatsbahn erfolgte in den Bahnhöfen Borselstraße I (für den Südbezirk) und Borselstraße II (für den Nordbezirk), die südlich und nördlich der Altona-Blankeneser Eisenbahn, östlich des Bahnhofes Bahrenfeld lagen, an den die normalspurigen Übergabegleise angeschlossen waren.

## Gründe für den Bau
Im 19. Jahrhundert wurde Ottensen immer mehr zu einem Industriestandort. Trotz der teilweise sehr eng bebauten Bereiche siedelten sich in der Zeit der Industrialisierung zahlreiche Betriebe an. Diese mussten zum einen mit großen Mengen an Rohstoffen versorgt werden und zum anderen brauchten die Fertigprodukte einen günstigen Transportweg zu den Märkten weltweit.

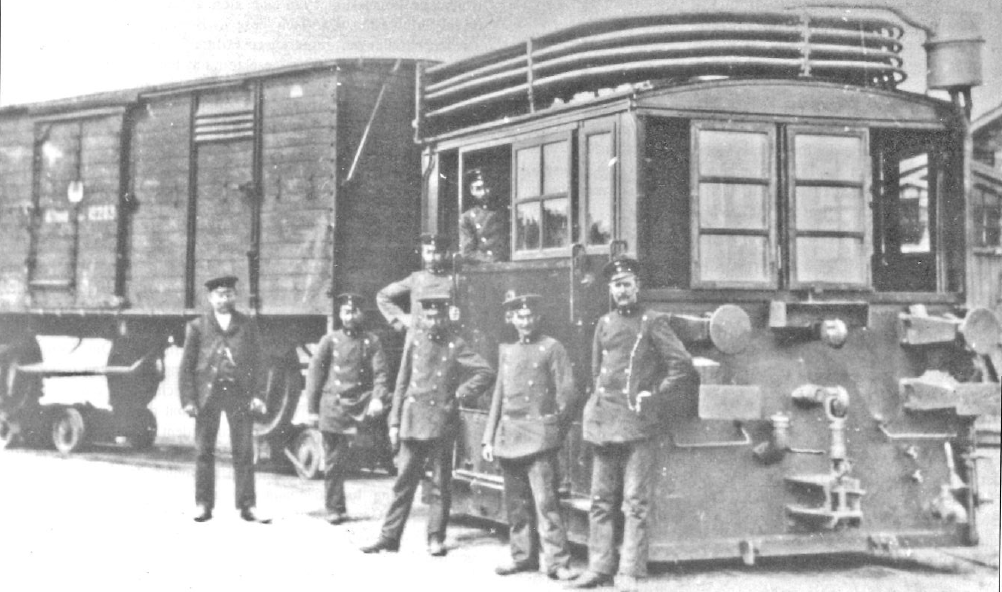
Schmalspur-Trambahnlokomotive Ottensener Industriebahn 3 beim Rollbocktransport

Die verwinkelte Straßenführung in Ottensen ließ nur eine schmalspurige Eisenbahn zu. Das umständliche Aufbocken der Normalspurwagen auf die Rollböcke musste daher in Kauf genommen werden, war dies doch immer noch günstiger als das Umladen auf Pferdefuhrwerke oder Lastkraftwagen.

## Betrieb
1898 wurde die Industriebahn durch die Städtischen Bahnen Altona eröffnet, welche auch regelspurige Anschlussgleise in Altona und die Altonaer Hafenbahn betrieben. Ursprünglich war sie als Kleinbahn konzessioniert, 1899 wurde die Konzession in eine Industrie-Anschlussbahn umgewandelt. 
Zunächst wurden die aufgebockten Güterwagen mit Pferdegespannen bewegt, ab Sommer 1904 wurde der Motorlok-Betrieb mit einer Maschine von Deutz aufgenommen, 1905 kam eine zweite Lok hinzu. Ab 1910 gab es auch eine leistungsfähigere Dampflok. Steigender Verkehr machte in beiden Bahnhöfen die Anlage einer zweiten Rollbockgrube erforderlich.  Ab Ende der 1940er Jahre kamen Straßenzugmaschinen (u. a. von Kaelble) zum Einsatz, aber auch eine Dampflok wurde 1949 noch beschafft. 1956 wurde die Bedienung mit Lokomotiven eingestellt.
Im Südnetz gab es mehrere Kreuzungen mit Straßenbahngleisen. Die Zustellfahrten per Lok wurden meistens geschoben, dabei musste ein Rangierer dem Zug vorangehen. 
Bei Betriebsbeginn wurde nur der Bereich südlich der Vorortbahn (Südbezirk) an die Industriebahn angeschlossen, im Verlauf des Jahres 1904 wurde auch der Bereich nördlich der Vorortbahn versorgt (Nordbezirk, in Richtung des heutigen Langenfelde). Dort konnte das Industriegebiet auf „der grünen Wiese“ geplant und errichtet werden. Die Streckenführung war dadurch gradliniger und konnte teilweise neben der Straße angelegt werden. Ab 1923 wurde der Nordbezirk durch den neuen Anschlussbahnhof in der Ruhrstraße, damals Kruppstraße, bedient. Er lag nördlich des Holstenkampes und hatte ein normalspuriges Anschlussgleis zum Bahnhof Eidelstedt. Diese neue Übergabe war notwendig, weil der Bahnhof Bahrenfeld überlastet war.
Einige der Anschließer erlangten überregionale Bedeutung und sind zum Teil heute noch bekannt, wie der Schiffsschraubenhersteller Zeise oder der Baumaschinenhersteller Menck & Hambrock. Letzterer sorgte für spektakuläre Situationen, wenn Großbagger auf aufgebockten Drehgestellwagen (auf vier Rollböcken) durch die engen Straßen abtransportiert wurden. Insgesamt gab es etwa einhundert Anschlüsse, allerdings haben die nie gleichzeitig bestanden. 
In den besten Jahren wurden weit über 10.000 Wagen jährlich befördert (Bestwert 18.163 in den Jahren 1922/1923), was eine tägliche Leistung von über 40 Waggons bedeutet. Zum Ende reduzierte sich die Zahl der Wagen auf rund 1.400 Stück (entspricht etwa vier Wagen täglich). Die letzten Anschließer waren Rommenhöller in der Barnerstraße (hinter der Fabrik) und Gutmann in der Völckersstraße.
Die Betriebsführung oblag seit 1952 bis zur Stilllegung 1981 der AKN, 1956 hatte die AKN auch die Anlagen von der Stadt gepachtet.

## Ende

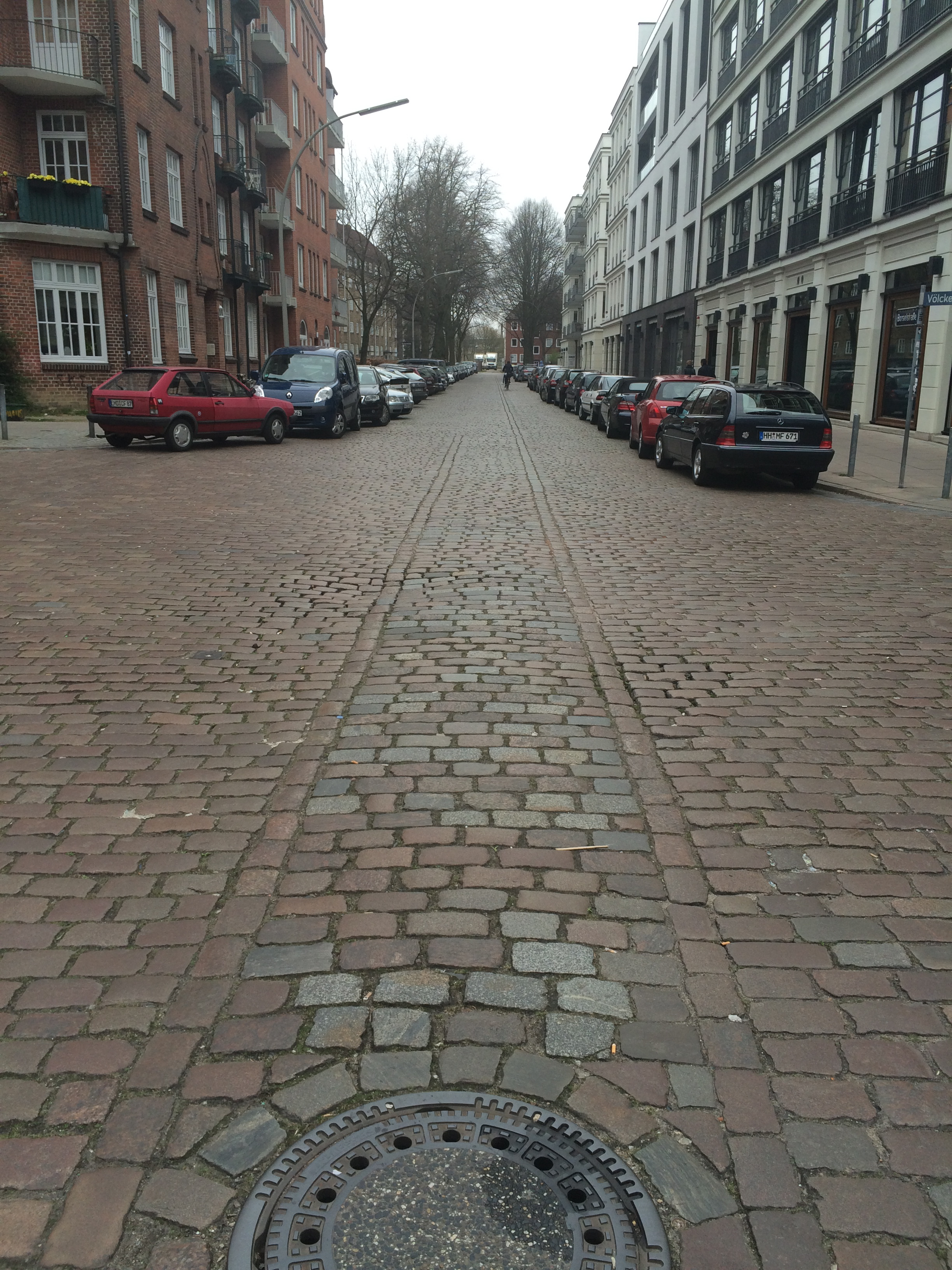
Spuren im Pflaster der Borselstraße

Der zunehmende Individualverkehr sorgte für immer mehr Konflikte. Oft versperrten auf oder dicht an den Schienen abgestellte PKW  den Weg, auch wurde der Gütertransport mittels LKW immer beliebter. Einige der Industriebetriebe schlossen ganz oder verlegten ihren Standort (Menck & Hambrock zog vor die Tore Hamburgs nach Ellerau in Schleswig-Holstein). Durch Sielbaumaßnahmen wurden bereits 1977 Teile des Netzes abgeschnitten und waren somit per Schiene nicht mehr erreichbar. Um einige dieser Anschlüsse bedienen zu können, war im Übergabebahnhof Borselstraße ein Straßenroller stationiert. Zudem plante die Stadt Hamburg, den Stadtteil umfassend zu sanieren. Damit wurde der Bahn insbesondere im Südbezirk durch Wegfall der größeren Industriebetriebe die Existenzberechtigung entzogen. Somit erfolgte zum 30. September 1981 die Stilllegung. Die meisten Anlagen wurden in den darauffolgenden Jahren zurückgebaut.

## Relikte
Noch heute (2015) lassen sich an vielen Stellen Reste der Ottensener Industriebahn finden. Schienen sind hauptsächlich noch in renovierten Gewerbehöfen vorhanden, wo diese oft in das architektonische Konzept integriert sind (so z. B. in den Zeisehallen oder im Borselhof). Auf einigen Straßen ist durch Prägungen und Muster im Kopfsteinpflaster der Gleisverlauf erkennbar.
Einige Rollböcke sind erhalten und im VVM-Museumsbahnhof Schönberger Strand zu besichtigen.

## Besonderheiten
Die Bahnhöfe Borselstraße I und Borselstraße II waren bis zur Eröffnung des Bahnhofs Ruhrstraße durch eine kurze Strecke verbunden. Diese unterquerte im Verlauf der heutigen Daimlerstraße die S-Bahn. Aufgrund der begrenzten Durchfahrtshöhe durfte dieser Abschnitt jedoch nur von den Lokomotiven und leeren Rollböcken befahren werden. Die Streckenführung lässt sich heute (2015) noch erkennen, da auf der ehemaligen Trasse Rad- und Fußwege angelegt sind. 
Im Mai 2023 wurde am ehemaligen Güterbahnhof Borselstraße die neue S-Bahn-Station Ottensen in Betrieb genommen.